# Спекулярит
Спекуляри́т, залізокисла слюдка — мінерал, оксид заліза, Fe2O3.
Від англ. specular — дзеркальний (E.S.Dana, 1892).
Сионіми: блиск залізний.

## Опис
Чорний слюдоподібний різновид гематиту.
Густина близько 5,3 г/см³, твердість близька до кварцу (6,0-6,5), шарувата структура (лусочки), сильний діелектрик і пігмент (темно — вишневий або світло — сірий колір залежно від ступеня подрібнення, не вицвітають, не втрачає блиск), стійкий до впливу високих температур, абразивних частинок, ультрафіолетового і радіаційного випромінювання, нафти і нафтопродуктів, сірководню, будь-якої води, включаючи розсоли і сильнозабруднені стоки. Блиск металічний.
Зустрічається у вигляді дископодібних кристалів.
Спекулярит є сировиною для виробництва особливо стійких фарб і антикорозійних покриттів.